# گرانزکیه اوتسکیه
گرانزکیه اوتسکیه (به لهستانی:  Grądzkie Ełckie) یک روستا در لهستان است که در گمینا کالینووو واقع شده‌است.